# Wadym Cholodenko
Wadym Tymurowytsch Cholodenko (ukrainisch Вади́м Тиму́рович Холоде́нко, wiss. Transliteration Vadým Tymúrovyč Cholodénko), (* 4. September 1986 in Kiew, Ukrainische SSR) ist ein ukrainischer Pianist.

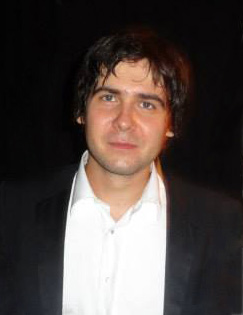
Wadym Cholodenko

## Leben und Werk
Der ukrainische Pianist Wadym Cholodenko ist der erste Musiker, der aus seiner Familie hervorgegangen ist. Bereits mit 13 Jahren trat er in Konzerten in den USA, China, Ungarn und Kroatien auf. 1994 meldete er sich an der Mykola Lysenko Musikschule in Kiew an. Dort studierte er bei Natalia Grydneva und Borys Fedorov Klavier. Im Jahr 2004 wurde der junge Cholodenko mit dem Russischen Jugendnationalpreis Triumph ausgezeichnet. Er zog 2005 nach Moskau, um am Moskauer Staatskonservatorium bei Wera Gornostajewa seine Studien fortzusetzen.
2004 siegte Cholodenko beim Maria Callas Klavierwettbewerb in Athen. Das Maria Callas Gedenkkonzert im Herodes Atticus Theater in Athen war sein Debüt mit dem Orchester Nowaja Rossija (Neues Russland) unter der Leitung von Juri Baschmet. 2010 gewann Cholodenko den ersten Preis beim Sendai-Klavierwettbewerb (Sendai, Japan) und 2011 den ersten Preis beim Schubert-Klavierwettbewerb in Dortmund. 2013 gewann Cholodenko den Van Cliburn Klavierwettbewerb. Cholodenko tritt ebenfalls als Kammermusiker auf. Neben der Goldmedaille im Cliburn Wettbewerb erhielt er mit César Francks Klavierquintett auch die Auszeichnung für die beste Kammermusik in diesem Wettbewerb. Cholodenko begeisterte das Publikum und die Jury des Cliburn-Wettbewerbes mit seinen beeindruckenden Kadenzen für Mozarts Klavierkonzert Nr. 21, die speziell für seine Wettbewerbsaufführung geschrieben wurden.
Cholodenkos Begabung für das Arrangement von Musik ist auch in seiner Zusammenarbeit mit dem Pianisten Andrey Gugnin zu hören. Seit 2007 arbeitete er mit Gugnin zusammen, mit dem er das Klavierduo iDuo gegründet, zahlreiche Europa- und Russland-Tourneen absolviert und einige Tonträgeraufnahmen eingespielt hat.
Cholodenko hat zahlreiche Tonträgeraufnahmen mit Werken von Schubert, Frédéric Chopin, Sergej Rachmaninov, Medtner und verschiedenen zeitgenössischen Komponisten veröffentlicht. 2013 und 2014 veröffentlichte er zwei Solo-CDs bei Harmonia Mundi mit Igor Strawinskys Trois Mouvements de Petrouchka und Franz Liszts Transcendental Études. Bei Delos veröffentlichte er eine CD mit Werken von Rachmaninow und mit Medtners Nachtwind-Sonate. Das 2015 bei Harmonia Mundi mit dem Norwegischen Rundfunkorchester unter Miguel Harth-Bedoya aufgenommene Klavierkonzert von Edvard Grieg und das Klavierkonzert Nr. 2 von Camille Saint-Saëns wurden von der Kritik sehr positiv aufgenommen und von der Zeitschrift Gramophone mit dem Editor’s Choice ausgezeichnet.
Cholodenko trat in Einzel- und in Orchesterkonzerten in der Ukraine, Russland, USA, China, Japan, Frankreich, Italien, Deutschland, Österreich, Schweiz, Finnland, Tschechien, Rumänien, Polen, Litauen und Israel auf. Er arbeitete mit vielen angesehenen Dirigenten wie Juri Baschmet, Vladimir Spivakov, Mark Gorenstein, Alexander Rudin, Dmitry Liss, Eugeny Bushkov und Alexander Sladkovskiy zusammen. In Japan arbeitete Cholodenko sowohl bei Konzerten als auch bei Tonträgeraufnahmen mit der Geigerin Alena Baeva zusammen.

## Privates
Am 17. März 2016 wurden Cholodenkos beide jungen Töchter in ihrem Haus in Benbrook, Texas, tot aufgefunden. Seine zu diesem Zeitpunkt bereits von Cholodenko in Trennung lebende Frau Sofia Tsygankova wurde ebenfalls in dem Anwesen in Benbrook mit Stichwunden gefunden. Die Polizei wies darauf hin, dass Cholodenko selbst kein Verdächtiger ist. Am 21. März 2016 wurde Tsygankova verhaftet und der Tötung der beiden Kinder angeklagt. Am 16. Juli 2018 befand ein Richter Tsygankova wegen einer psychischen Krankheit für nicht schuldig beziehungsweise nicht schuldfähig. Er ordnete jedoch ihre Einweisung in ein psychiatrisches Krankenhaus an.